# Андрей Крупинський
Андрей (Анжей) Крупинський (пол. Jędrzej Krupiński; 11 листопада 1744, Бєляни, Польща — 27 квітня 1783, Львів) — доктор медицини, професор, перший протомедик Галичини, перший ректор Львівського колегіуму медікуму.

## Біографія
Андрей Крупинський народився в багатодітній сім'ї шляхтичів. У Бєлянах здобув загальну освіту. В 1765 році вступив на медичний факультет Віденського університету. Крім медицини, також вивчав філософію, теологію, історію медицини, філологію, мистецтвознавство, оволодів німецькою, англійською, італійською, французькою мовами, а також латиною. У 1772 році після закінчення університету став доктором медицини
Імператриця Австрії Марія Терезія декретом від 22 грудня 1772 року призначила Крупинського крайовим протомедиком (головним лікарем) Галичини і професором. Перед ним було поставлене завдання поліпшити медичне обслуговування населення, поліпшити медичну освіту і науку. Крупинський побачив, що великою проблемою була відсутність дипломованих акушерок, через що під час пологів часто помирали матері зі своїми немовлятами.
На його клопотання губернатор граф Антон Перген 20 березня 1773 року видав розпорядження про створення медичного закладу у Львові. 1 жовтня 1773 року був відкритий Львівський медичний колегіум, який став першим на західноукраїнських землях середнім медичним закладом. Очолив його Андрей Крупинський. При колегіумі діяли курси прискореної підготовки акушерок. В 1773—1775 роках Крупинський викладав анатомію, акушерство, загальну патологію, терапію.
Про особисте життя є тільки згадка в архівних документах про те, що його обвінчав 27 лютого 1780 року у Львівському кафедральному соборі вірменський єпископ з дочкою вірменського купця Анною Бернатович.

## Праці
У львівські друкарні Антона Піллера видав у 1774—1777 роках п'ятитомну працю з медицини та хірургії польською мовою загальним обсягом 2170 с. (Krupiński J. Dzieła medyki i chirurgii. — Lwów, 1774—1777. — T. 1–5).
Йому також належать трактати: про гарячку (латинською мовою), 567 с.; про причини виникнення гарячки та її лікування (німецькою мовою), 350 с.; наука про людське тіло (німецькою мовою), 500 с.

## Висловлювання
«Полегшуючи муки народження, акушерка приймає на свої руки немовля. Вона, сестра милосердя, мусить поводитися ввічливо і гідно, відповідаючи за свої вчинки перед Богом і сумлінням» 
«… Ставити діагноз слід дуже зважено. Необґрунтоване, передчасне прийняття того чи іншого рішення приносить лікареві погану славу»

## Вшанування пам'яті
Згідно з постановою Кабінету Міністрів України від 26 липня 2001 р. № 887 «Про внесення змін до постанови Кабінету Міністрів України від 12 жовтня 1999 р. № 617», розпорядженням голови Львівської обласної державної адміністрації від 24 вересня 2001 р. № 1092 «Про Львівський державний медичний коледж» та наказом Управління охорони здоров’я Львівської обласної державної адміністрації від 4 жовтня 2001 р. № 408-В Львівському державному медичному коледжу присвоєно ім‘я першого ректора Андрея Крупинського.
30 вересня 2015 року наказом Львівської обласної ради Львівський медичний коледж дістав статус ВНКЗ ЛОР «Львівський інститут медсестринства та лабораторної медицини імені Андрея Крупинського».